# Frank Mathers
Temple de la renommée LAH : 2006
Frank Sydney Mathers (né le 29 mars 1924 à Winnipeg au Canada, mort le 9 février 2005 à Hershey aux États-Unis) est un joueur professionnel de hockey sur glace de la Ligue nationale de hockey et de la Ligue américaine de hockey

## Carrière
Après avoir joué huit saisons avec les Hornets de Pittsburgh et quelques matchs de LNH avec les Maple Leafs de Toronto Matters termina sa carrière avec les Bears de Hershey en tant que joueur et entraîneur six saisons. Lorsqu'il quitta les patins en 1962, il resta entraîneur de l'équipe et ceux jusqu'en 1973, remportant le trophée Louis-A.-R.-Pieri en 1969. Il devint ensuite directeur général de la franchise qu'il quitta en 1991.
Le jour de sa retraite sportive, il possédait deux records de LAH pour un défenseur : celui du plus grand nombre d'aides et celui du plus grand nombre de points.
Il a été sélectionné cinq fois consécutives dans l'équipe d'étoiles de la LAH et a remporté huit coupes Calder : deux en tant que joueur avec les Hornets en 1952 et 1955, deux au titre d'entraîneur-joueur avec Hershey en 1958 et 1959, deux comme entraîneur de Hershey en 1969 et 1974 et enfin, toujours avec Hershey, deux comme directeur général en 1980 et 1988. En 1987 il est récompensé par le trophée Lester-Patrick pour sa vie passée au service du hockey aux États-Unis.
Il a été admis au temple de la renommée du hockey en 1992 au titre de bâtisseur. Il est une des rares personnalités a y avoir été intronisé en ayant passé la plus grande partie de sa carrière hors de la LNH.
En 2006, la LAH lui fait l'honneur d'être un des sept pionniers du nouveau temple de la renommée de la LAH qui vient d'être inauguré à Winnipeg.
Mathers a aussi pratique le football canadien dans la Ligue canadienne de football. Il joua au poste de centre arrière (fullback) pour les Blue Bombers de Winnipeg et les Rough Riders d'Ottawa. En 1942, pendant qu'il servait dans la Force aérienne du Canada, Mathers joua pour les R.C.A.F. Bombers de Winnipeg dans le seul match non civil jamais joué pour la Coupe Grey, match perdu 5-8 contre les R.C.A.F. Hurricanes de Toronto.

## Statistiques
Pour les significations des abréviations, voir Statistiques du hockey sur glace.
| Saison     | Équipe                 | Ligue      |     | Saison régulière | Saison régulière | Saison régulière | Saison régulière | Saison régulière |   | Séries éliminatoires | Séries éliminatoires | Séries éliminatoires | Séries éliminatoires | Séries éliminatoires |
| Saison     | Équipe                 | Ligue      | PJ  | B                | A                | Pts              | Pun              | PJ               | B | A                    | Pts                  | Pun                  |                      |                      |
| 1945-1946  | Sénateurs d'Ottawa     | QSHL       | 27  | 3                | 9                | 12               | 16               | 4                | 2 | 0                    | 2                    | 8                    |                      |                      |
| 1946-1947  | Sénateurs d'Ottawa     | QSHL       | 36  | 5                | 7                | 12               | 27               | 10               | 5 | 1                    | 6                    | 12                   |                      |                      |
| 1947-1948  | Sénateurs d'Ottawa     | QSHL       | 44  | 11               | 23               | 34               | 30               | -                | - | -                    | -                    | -                    |                      |                      |
| 1948-1949  | Hornets de Pittsburgh  | LAH        | 46  | 7                | 23               | 30               | 50               | -                | - | -                    | -                    | -                    |                      |                      |
| 1948-1949  | Maple Leafs de Toronto | LNH        | 15  | 1                | 2                | 3                | 2                | -                | - | -                    | -                    | -                    |                      |                      |
| 1949-1950  | Hornets de Pittsburgh  | LAH        | 58  | 3                | 20               | 23               | 28               | -                | - | -                    | -                    | -                    |                      |                      |
| 1949-1950  | Maple Leafs de Toronto | LNH        | 6   | 0                | 1                | 1                | 2                | -                | - | -                    | -                    | -                    |                      |                      |
| 1950-1951  | Hornets de Pittsburgh  | LAH        | 70  | 7                | 17               | 24               | 74               | 13               | 2 | 10                   | 12                   | 6                    |                      |                      |
| 1951-1952  | Hornets de Pittsburgh  | LAH        | 66  | 5                | 43               | 48               | 59               | 8                | 1 | 0                    | 1                    | 8                    |                      |                      |
| 1951-1952  | Maple Leafs de Toronto | LNH        | 2   | 0                | 0                | 0                | 0                | -                | - | -                    | -                    | -                    |                      |                      |
| 1952-1953  | Hornets de Pittsburgh  | LAH        | 55  | 8                | 26               | 34               | 46               | 10               | 1 | 4                    | 5                    | 18                   |                      |                      |
| 1953-1954  | Hornets de Pittsburgh  | LAH        | 69  | 9                | 43               | 52               | 73               | 5                | 0 | 2                    | 2                    | 12                   |                      |                      |
| 1954-1955  | Hornets de Pittsburgh  | LAH        | 62  | 10               | 30               | 40               | 38               | 10               | 2 | 3                    | 5                    | 0                    |                      |                      |
| 1955-1956  | Hornets de Pittsburgh  | LAH        | 64  | 12               | 51               | 63               | 61               | 4                | 1 | 2                    | 3                    | 2                    |                      |                      |
| 1956-1957  | Bears de Hershey       | LAH        | 49  | 1                | 15               | 16               | 51               | 7                | 1 | 2                    | 3                    | 6                    |                      |                      |
| 1957-1958  | Bears de Hershey       | LAH        | 64  | 1                | 28               | 29               | 42               | 11               | 1 | 5                    | 6                    | 4                    |                      |                      |
| 1958-1959  | Bears de Hershey       | LAH        | 64  | 1                | 22               | 23               | 62               | 3                | 0 | 1                    | 1                    | 0                    |                      |                      |
| 1959-1960  | Bears de Hershey       | LAH        | 57  | 2                | 12               | 14               | 24               | -                | - | -                    | -                    | -                    |                      |                      |
| 1960-1961  | Bears de Hershey       | LAH        | 62  | 1                | 7                | 8                | 22               | 8                | 0 | 5                    | 5                    | 2                    |                      |                      |
| 1961-1962  | Bears de Hershey       | LAH        | 13  | 0                | 3                | 3                | 6                | 7                | 0 | 1                    | 1                    | 6                    |                      |                      |
| Totaux LAH | Totaux LAH             | Totaux LAH | 799 | 67               | 340              | 407              | 636              | 86               | 9 | 35                   | 44                   | 64                   |                      |                      |
| Totaux LNH | Totaux LNH             | Totaux LNH | 23  | 1                | 3                | 4                | 4                | -                | - | -                    | -                    | -                    |                      |                      |